# Verdisconteren
Verdisconteren is de bewerking die wordt uitgevoerd om te bepalen hoeveel men nu moet inleggen om een bepaald bedrag te ontvangen in de toekomst. Deze bewerking wordt uitgevoerd met behulp van een verdisconteringsfactor (meestal = actuele rente op een spaarrekening = risicovrije rentevoet). 
Formule: {\displaystyle X/(1+t)^{n}}
waarin
X = te verdisconteren waarde
n = aantal jaar waarna men een bepaald bedrag wenst te ontvangen
t = verdisconteringfactor
Voorbeeld:
Het bedrag dat nu moet worden ingelegd, bij een jaarlijkse rentevoet van 3%, om € 100 te hebben op het einde van jaar 4 is € 100 / (1 + 0,03)4 = € 88,85 (afgerond bedrag).

## Verdisconteringsfactor
Dit is het getal dat toegepast wordt om te verdisconteren. Het is altijd een percentage en dient als een decimaal genoteerd te worden. 
Voorbeeld:
6%   = 0,06
100% = 1,00

## Toepassingen
- Bij de bepaling van de waarde van het vruchtgebruik op een bepaalde zaak, is de verdiscontering een van de gegevens waarmee men rekening houdt.